# Lepus nigricollis
Lepus nigricollis (tên tiếng Anh: Indian hare) là một loài động vật có vú trong họ Leporidae, bộ Thỏ. Loài này được F. Cuvier mô tả năm 1823.

## Hình ảnh

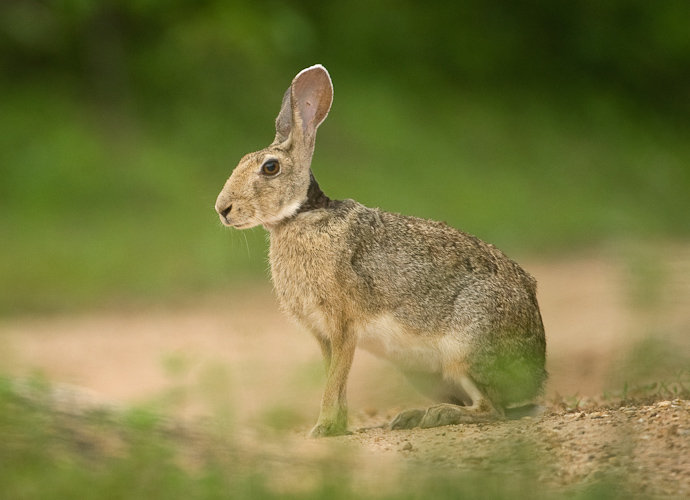
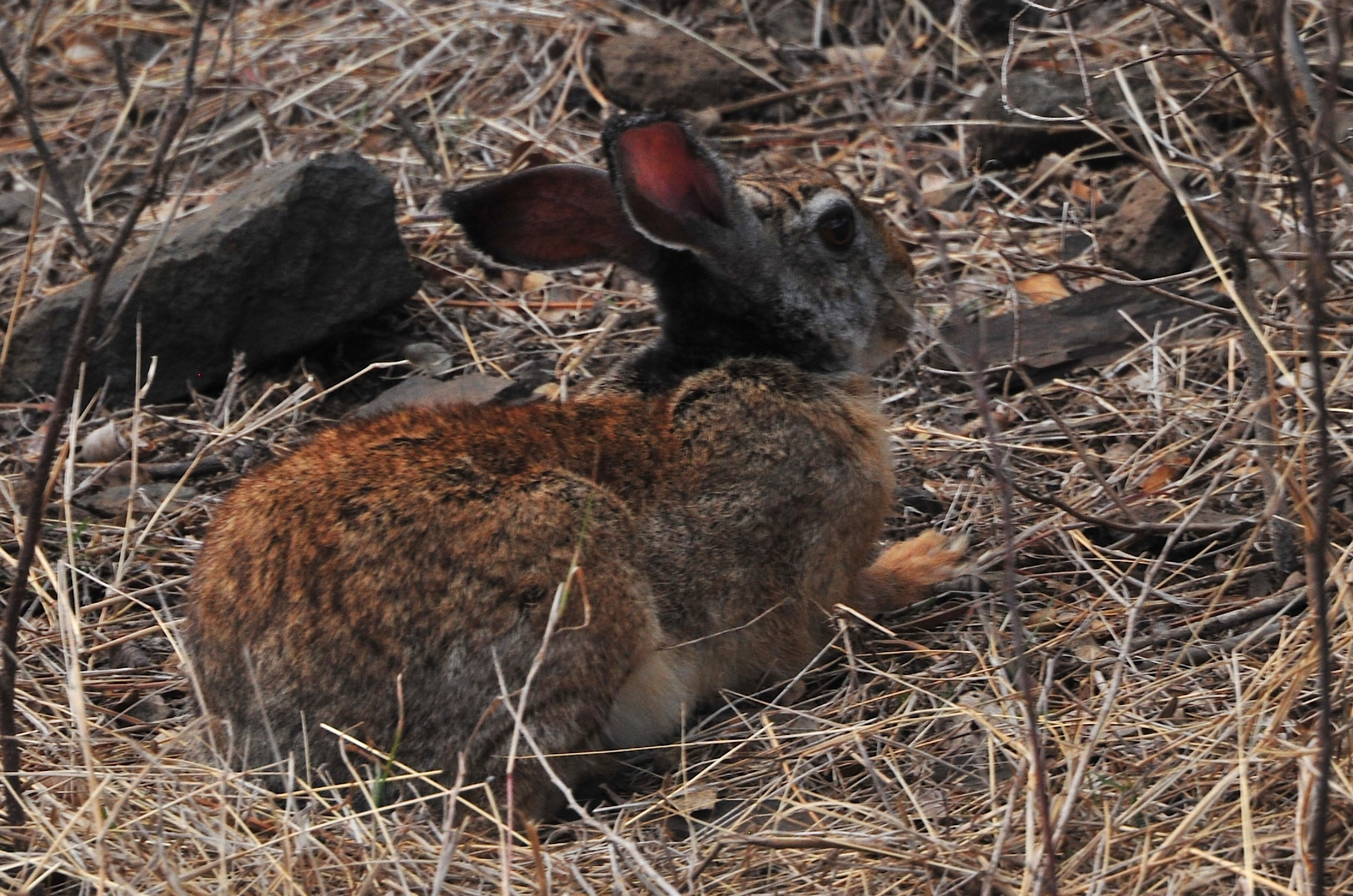
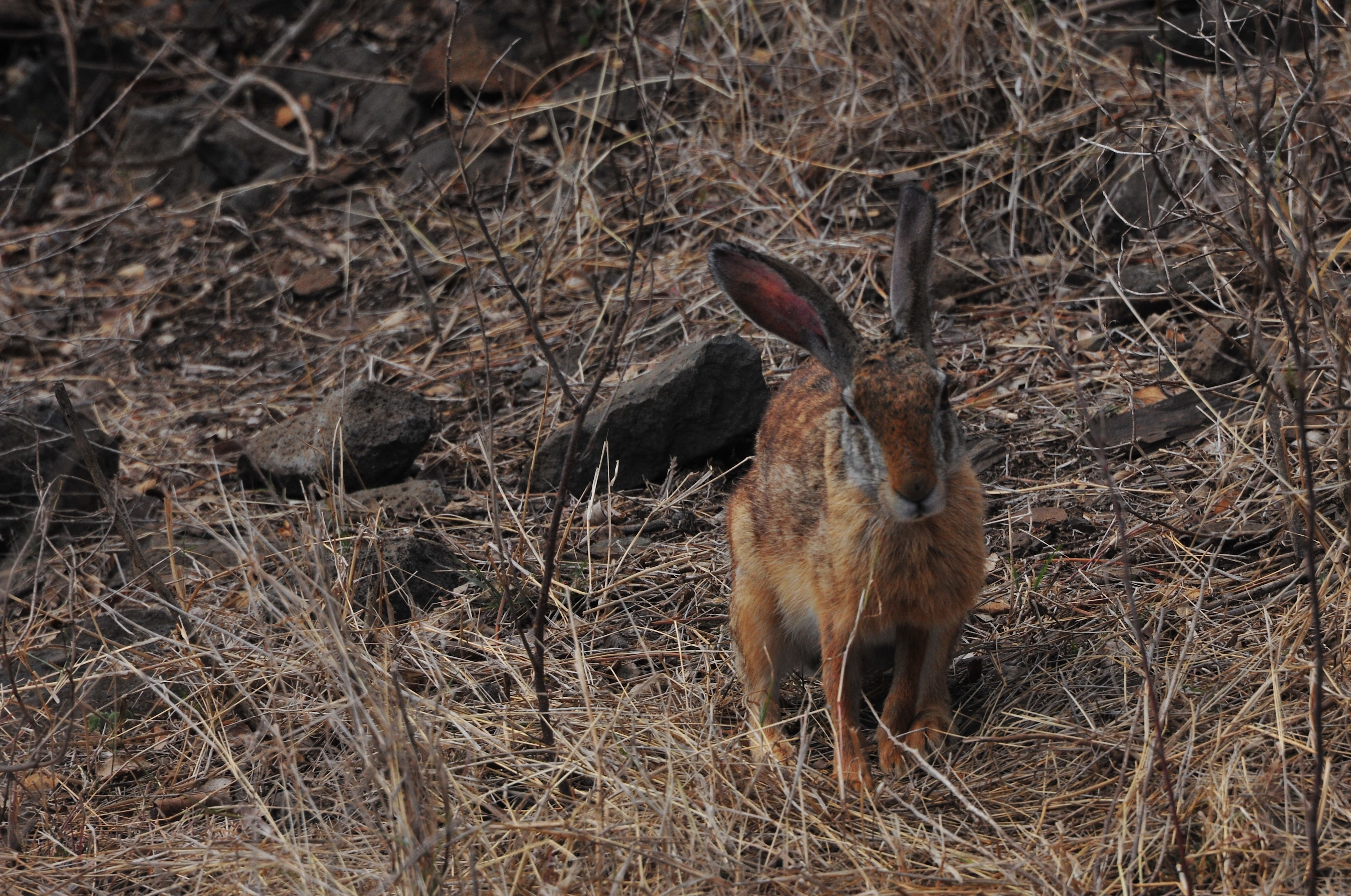
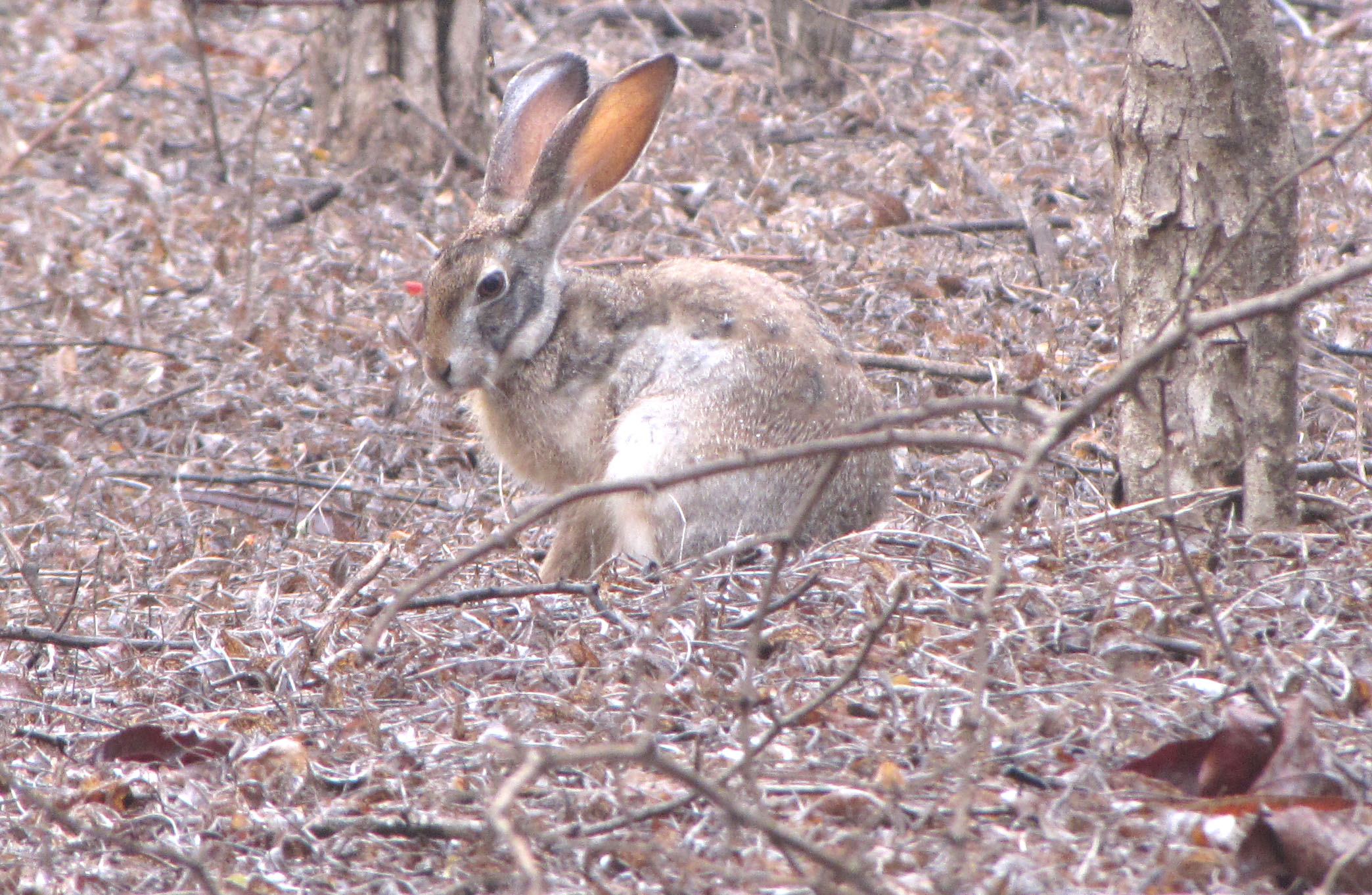